# Dobrna
Dobrna este o localitate din comuna Dobrna, Slovenia, cu o populație de 554 de locuitori.